# Lâu đài Ussé
Château d'Ussé nằm ở xã Rigny-Ussé trong Lãnh thổ Indre-et-Loire, Pháp. Thành trì này nằm ở bìa rừng Chinon nhìn ra thung lũng Indre lần đầu tiên được bổ sung vào thế kỷ thứ mười một bởi huân tước (seigneur) Norman của Ussé, Gueldin de Saumur, người cho xây bao quanh pháo đài một rào trên sân thượng cao. Địa điểm được chuyển qua Comte de Blois, người cho xây dựng lại lâu đài bằng đá.
Trong thế kỷ thứ mười lăm, lâu đài đổ nát Ussé đã được mua bởi Jean de V Bueil, captain general của Charles VII, trở thành huân tước Ussé năm 1431 và bắt đầu xây dựng lại nó trong thập niên 1440; Con trai của ông Antoine de Bueil kết hôn vào năm 1462 với Jeanne de Valois, con gái ruột của Charles VII và Agnès Sorel, người đã cho của hồi môn 40000 ECU vàng. Antoine đã ngập trong nợ nần và vào năm 1455, đã bán lâu đài cho Jacques d'Espinay, con trai của một quan thị vệ của Công tước xứ Bretagne và bản thân ông là thị thần của nhà vua; Espinay xây dựng nhà nguyện, hoàn thành bởi con trai của ông Charles vào năm 1612, trong đó phong cách Gothic Flamboyant được pha trộn với các họa tiết Tân Phục hưng, và bắt đầu quá trình xây dựng lại lâu đài thế kỷ thứ mười lăm mà kết quả phong cách kiến trúc thế kỷ XVI-XVII của công trình này được nhìn thấy ngày nay.

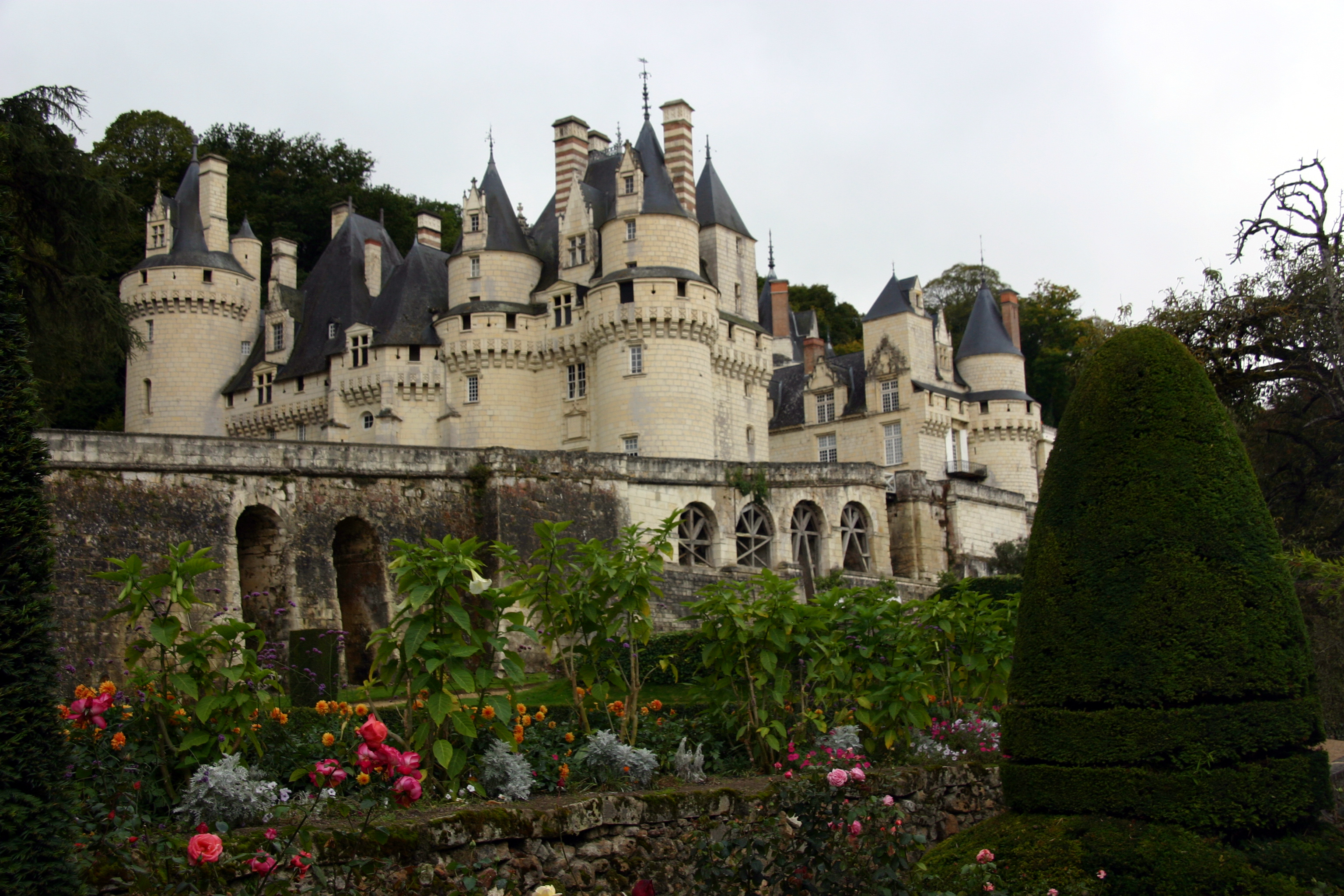
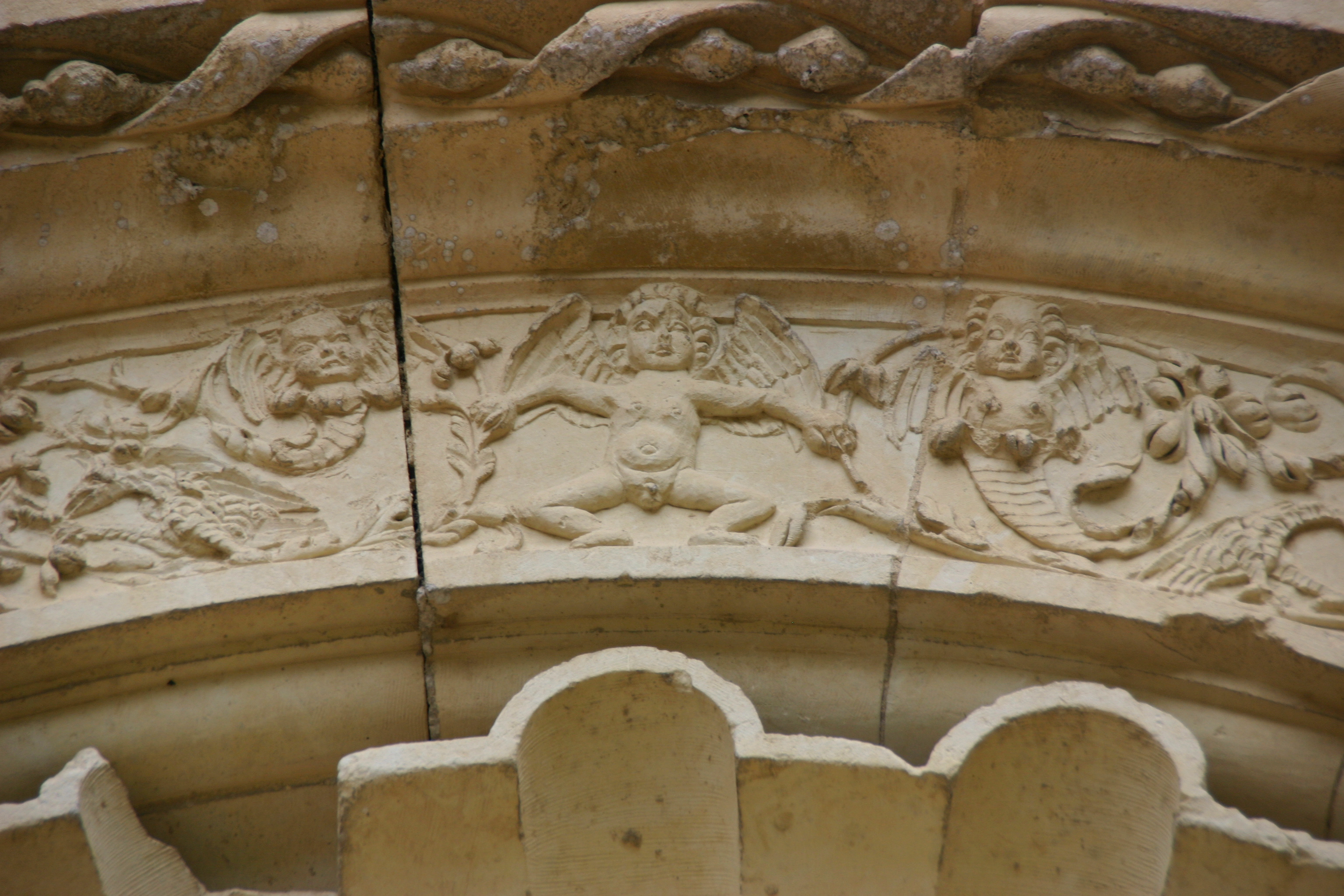
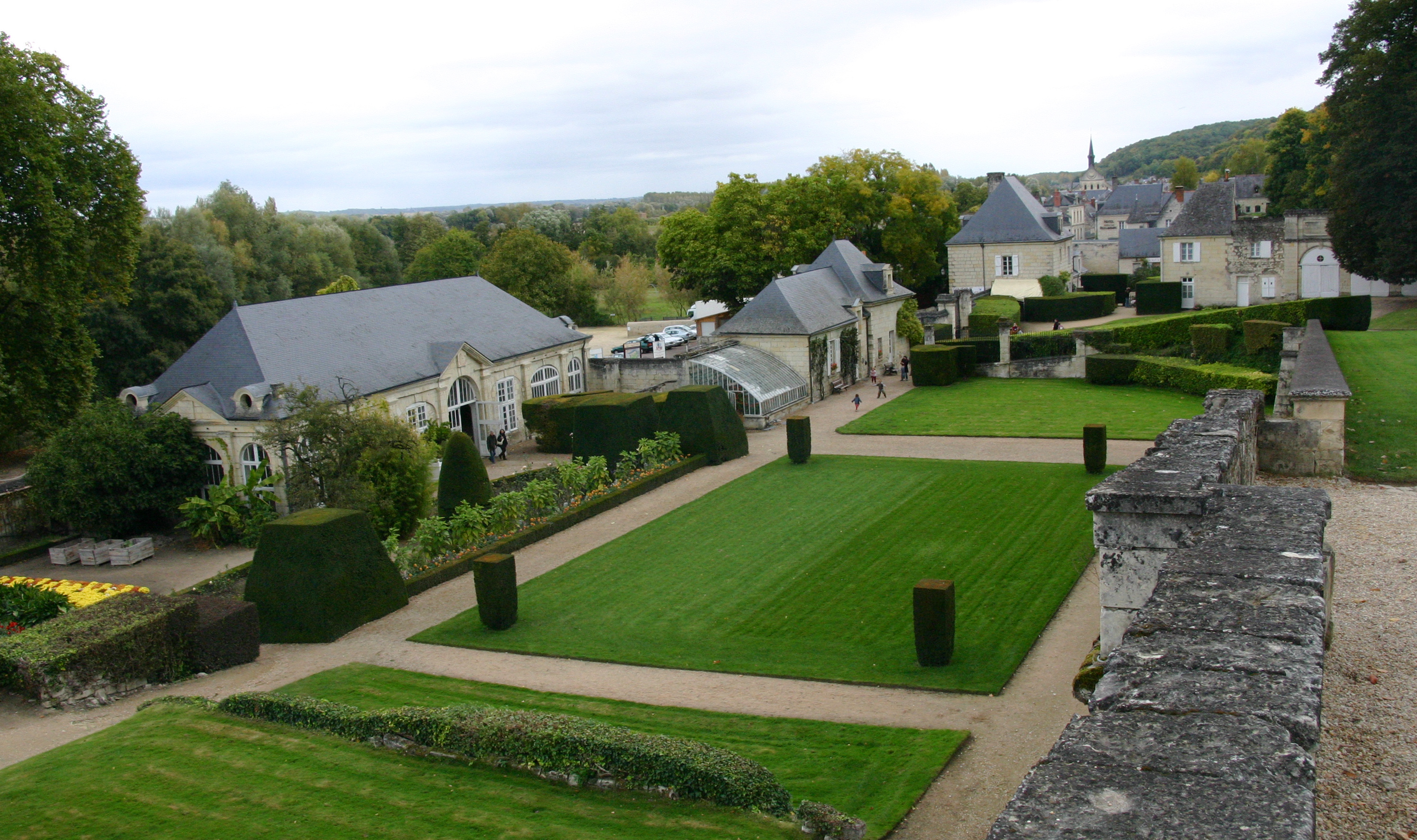
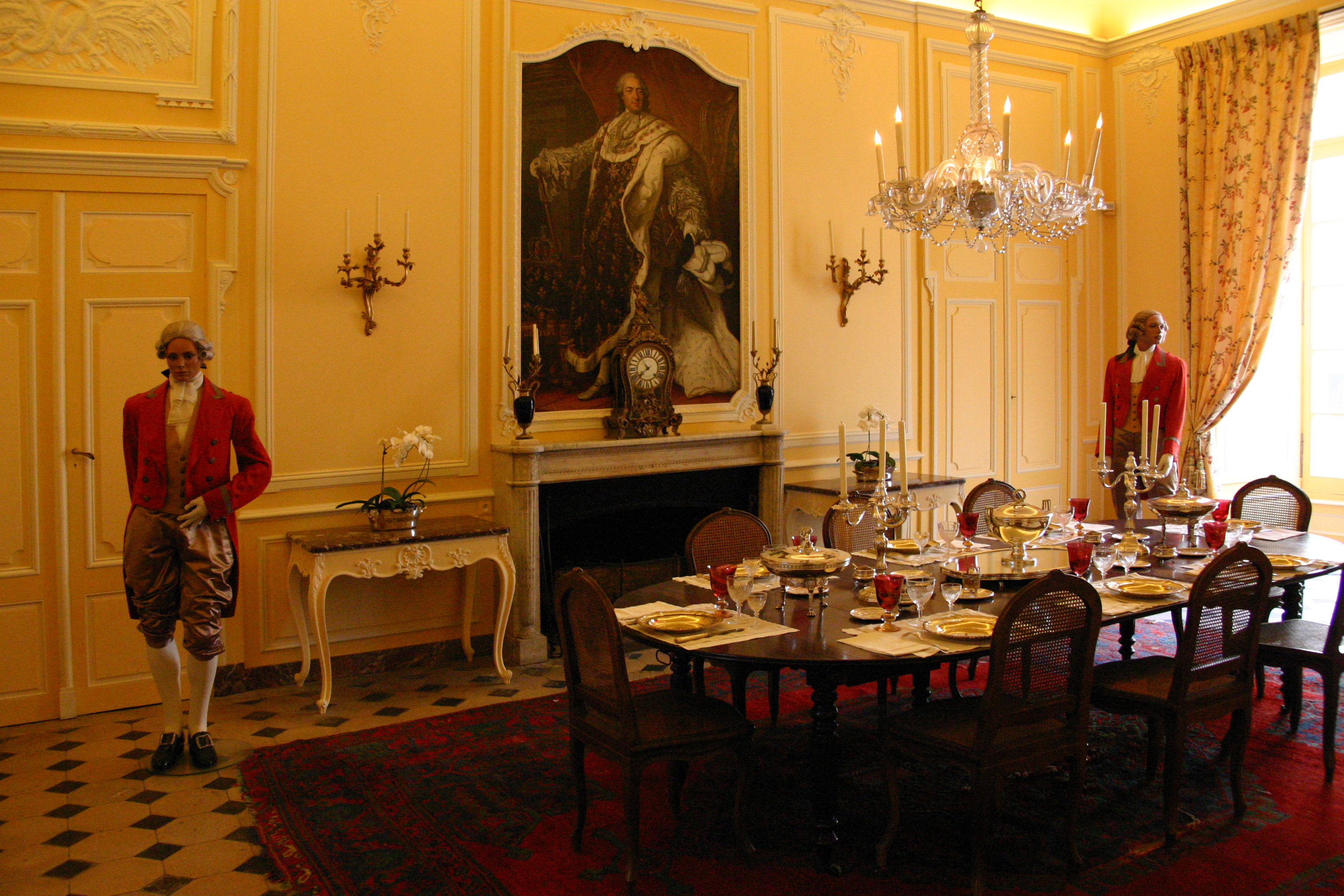